# 馬仔坑遊樂場

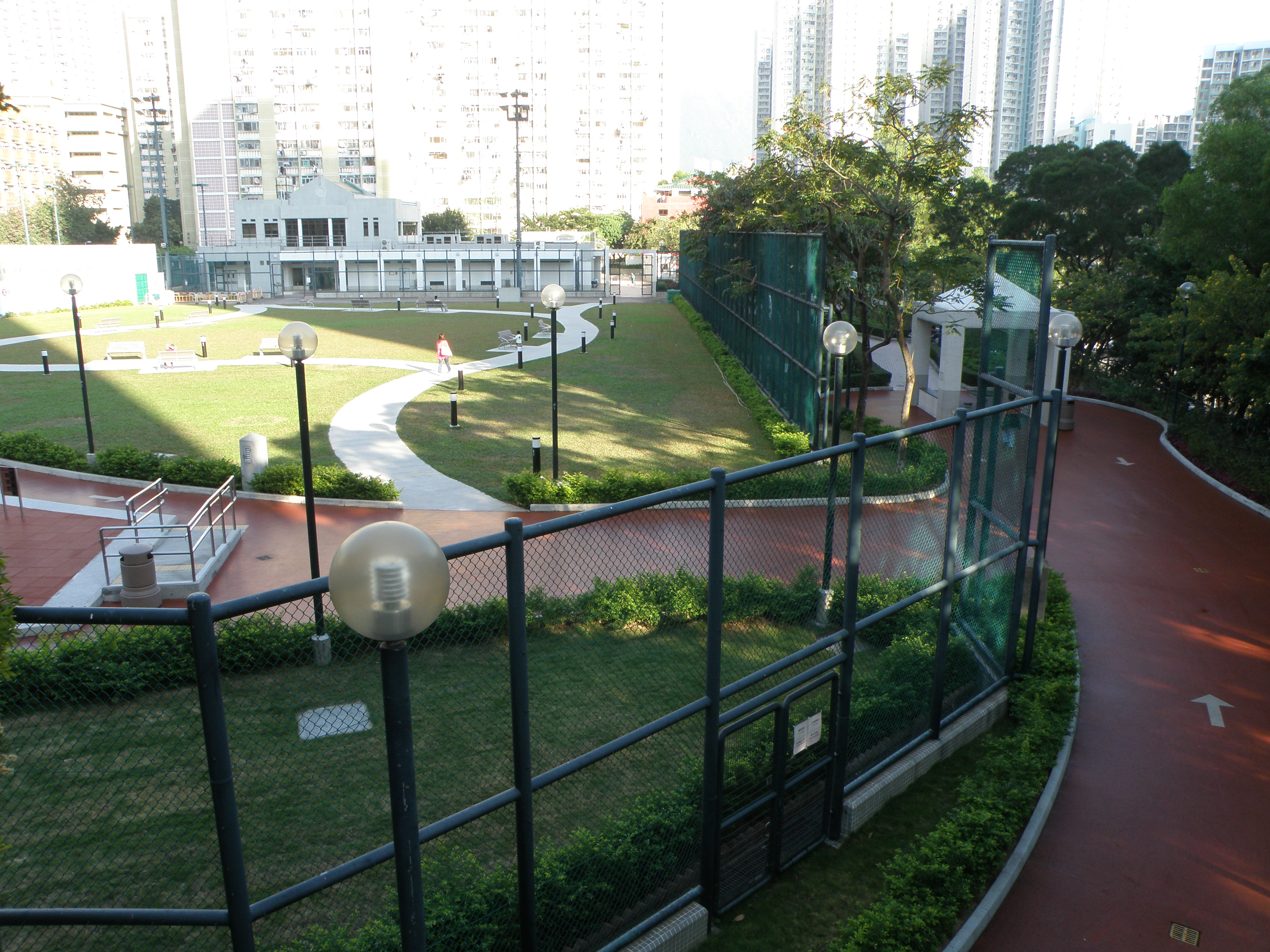
馬仔坑遊樂場緩跑徑及涼亭

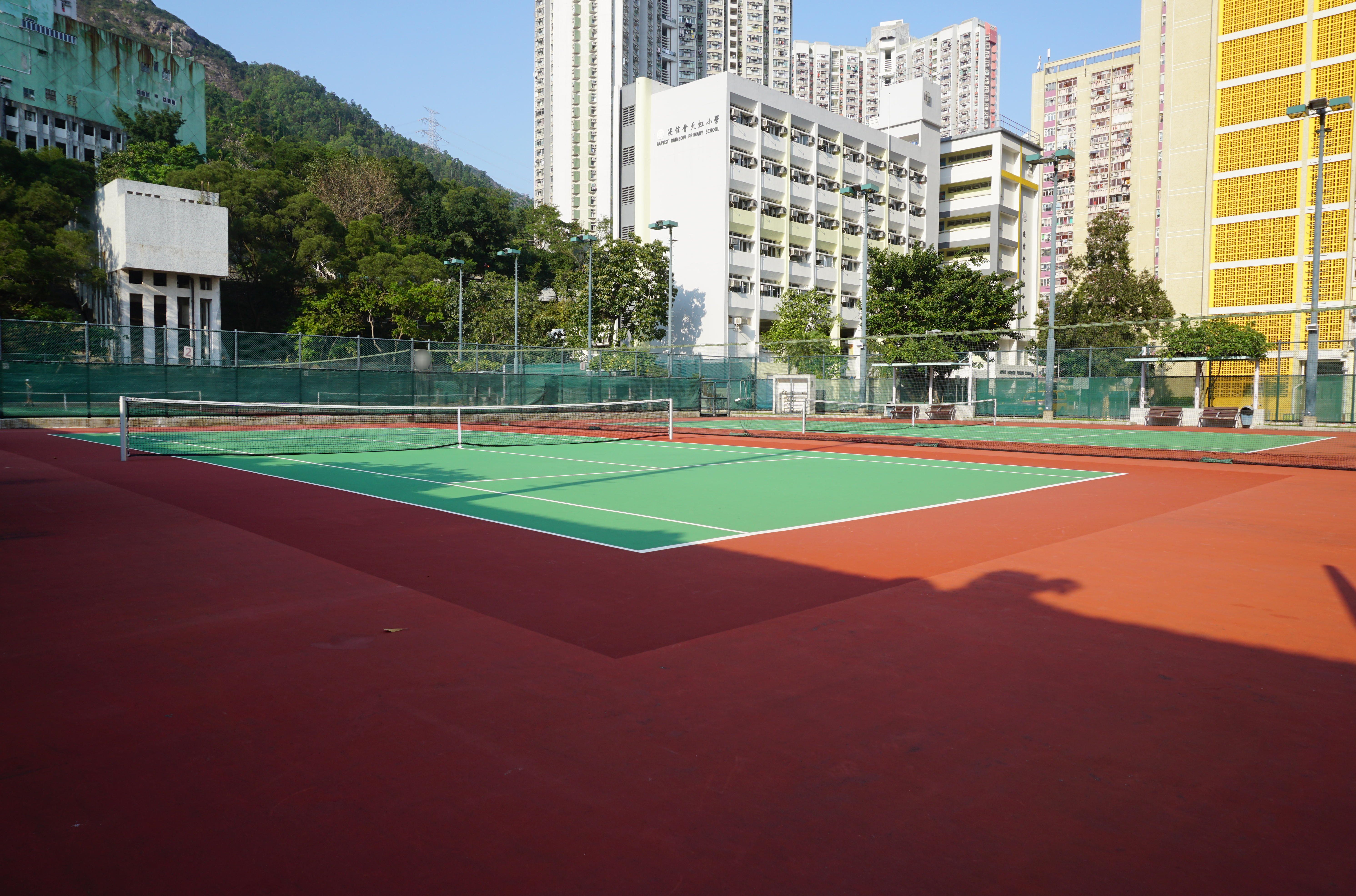
馬仔坑遊樂場網球場

馬仔坑遊樂場（英語：Ma Chai Hang Recreation Ground），為一個位於香港黃大仙區馬仔坑的公園及遊樂場。於1996年開幕，由康樂及文化事務署管理。

## 歷史
公園前為龍翔道木屋區或馬仔坑四村（馬仔坑村、仁愛村、獅子山下村及仁義村），1988年成立的彩竹臨時房屋區，最後於1995年全部拆卸重建為公園。不過由於港鐵興建屯馬綫，此公園內部分用地已用作屯馬綫獅子山鐵路隧道通風大樓，場內的所有康樂設施需清拆重置。公園已於2013年3月1日起至2018年暫停開放，到2014年部份範圍設臨時休憩設施，2019年曾經作翻新工程。
屯馬綫於2021年6月27日通車後，馬仔坑遊樂場東北面擬建室內體育館，命名為馬仔坑體育館，設施包括、兒童遊戲室、健身室及籃球場/羽毛球場，而天台設置兩個網球場。在2021年黃大仙區議會會議上，工程預計大約會在2024年年尾完成。。
另外改建工程由2022年9月開始進行，馬仔坑遊樂場大部分設施需清拆重置，以進行休憩用地、十一人足球場（人造草球場）、體育館及網球場工程，只剩下草地範圍及臨時公眾廁所開放給公眾使用。2024年3月草地範圍關閉清拆，同期新健體園地設施開放，2024年7月兒童戶外遊樂設施開放。

## 1996年所設的設施
1. 1個天然草地足球場與流動觀眾看台（約共400個座位）
2. 泛光燈照明系統
3. 4個網球場
4. 更衣室
5. 洗手間
6. 會議室
7. 兒童遊樂場

開放時間為每日08:00-22:30。

## 爭議
2009年，港鐵公司規劃的屯馬綫計劃經過馬仔坑，但只為獅子山鐵路隧道設緊急出口和通風設施。由於屯馬綫顯徑站至鑽石山站之間路段會途經黃大仙馬仔坑一帶，並計劃封閉馬仔坑遊樂場，作為沙中綫施工地盤，日後會興建永久通風樓和緊急出入口。遭到鄰近屋苑如天馬苑、天宏苑、鵬程苑、翠竹花園、竹園南邨及竹園北邨等居民反對，認為興建永久通風樓會影響日後該區空氣質素及休憩用地馬仔坑遊樂場比大大縮減，嚴重影響該區居民生活。黃大仙區議會提議於馬仔坑遊樂場改以興建港鐵車站竹園站或馬仔坑站和連接黃大仙站以方便該區居民，聲稱可減低民怨，以及紓緩鑽石山站未來作為沙中綫轉駁觀塘綫乘客的使用量。但港鐵公司未有回應，之後計劃亦沒有此站。